# Миколай Абрамович
Миколай Абрамович (пол. Mikołaj Abramowicz; д/н — 1651) — державний та військовий діяч, урядник, дипломат Речі Посполитої. Значно поліпшив державну артилерію Великого князівства Литовського. Підписував документи додавав «Абрамович на Ворнянах».

## Життєпис
Походив з білоруського шляхетського роду Абрамовичів гербу Ястшембець. Єдиний син Яна Абрамовича, смоленського воєводи. Його матір'ю була Ганна Дорота, дочка Григорія Воловича, каштеляна новогрудського. народився десь у 1590-х роках, оскільки на момент смерті батька в 1602 році був ще дитиною. Тому був відданий на виховання до Біржанських Радзивіллів. Є свідчення, що Абрамович вивчав гарматне мистецтво і інженерію в Лейпцизькому університеті.
У першій половині 1620-х років на посаді старшого над гарматою був у війську Криштофа Радзивілла, з яким брав участь у польсько-шведській війні. У 1625 році звитяжив при захопленні передмістя Риги. З початком нової війни зі Швецією в 1626 році відзначився в битві під Гневом, де фактично замінив Януша Тишкевича. У 1626—1627 роках воював проти шведів у Померанії і Пруссії. У той період оженився з удовою князя Олександра Масальського.
Водночас перебував у політичній опозиції до короля Сигізмунда III Вази, який не надавав Миколаю Абрамовичу значних посад через прихильність того кальвінізму й не бажання переходити до католицтва. Ситуація змінилася за нового короля Владислава IV.
У 1631 році подарував литовському збіру кальвіністів двір в Слуцьку під конвікт для учнів гімназії. Під час Смоленської війни з січня 1633 року очолював полк піхоти Криштофа Радзивілла, з 1634 року — старший над гарматою, командир полку в марші на місто Білий. Відзначився в переможних битвах на Жайворонковій горі, в результаті яких було перекрито шлях на Москву і оточена армія московського воєводи Михайла Шеїна. Після капітуляції останнього Микола Абрамович отримав всю його артилерію в кількості 123 гармат, проте, трохи пізніше, змушений був відправити їх до Польщі. 1634 року був одним з комісарів при укладанні Поляновського мирного договору.
У 1636 році отримав стародубське староство. Неодноразово обирався послом на сейми і депутатом Трибуналу Великого князівства Литовського, потім старостою. У 1638 році призначено чашником литовським. 1639 року стає каштеляном Мстиславля.
1640 році оженився на удові Анджея Дорогойовського. В тому ж році Абрамовича було призначено генералом артилерії Великого князівства Литовського. Також йому в обов'язки ставилося керівництво арсеналами, зброярнями, пороховими складами, ливарнями, де виготовлялися гармати, займатися забезпеченням війська порохом і амуніцією, навчанням гармашів.
У 1643 році стає мстиславльським воєводою. 1644 року обирається головою литовського провінційного синоду кальвіністів. У 1645 році призначений комісарам на переговорах з Москвою. За дорученням короля передав Московському цареві Трубчевський волость, незважаючи на намір шляхти Трудчевська боронитися від московитів. За це засуджений Литовським трибуналом до штрафу в 60 тисяч злотих і інфамії. Останню не було реалізовано через дії короля. Зрештою справа була вирішена передачею до Великого князівства Литовського міст Лоєв і Любеч, що перед цим входили до Королівства Польського.
1647 року замість стародубського староства отримав мядельське і курклійське староства. В тому ж році призначено троцьким воєводою. У 1648 році стає комісаром на перемовини зі Швецією. 1650 року брав участь у роботі Сенату Речі Посполитої, де відстоював права протестантів. Помер у 1651 році.

## Майно
Володів маєтками Варняни, Дубники і Язов у Віленському повіті; Свірани, Сураж. Лебедєве і Кобильнік в Ошмянському повіті, Мглін і Дрок в Стародубському повіті, Холмеч в Речицьке повіті, маєтки в Київському воєводстві.

## Родина
1.Дружина — Єва Курчевичівна.
Діти:
- Самійло Андрій (1617—1663), стародубський староста. Перейшов до католицтва. Нащадків не мав.
- Станіслав (помер дитиною)
- Катерина (д/н—1654), дружина Матеуша Фрацкевич-Радзимінського, писаря великого литовського

2. Дружина — Єлизавета, дочка Самійло Горностая, підкоморія київського.
Дітей не було.